# Juncus montellii
Juncus montellii là một loài thực vật có hoa trong họ Juncaceae. Loài này được Vierh. mô tả khoa học đầu tiên năm 1907.